# Magna Carta Records
Pour les articles homonymes, voir Magna Carta (homonymie).
Magna Carta Records est un label de musique indépendant américain dédié au rock progressif.